# Alena Furman
Alena Furman (en bielorruso: Алена Фурман; nacida Alena Kryvasheyenka, Minsk, 8 de mayo de 1991) es una deportista bielorrusa que compite en remo.
Ganó una medalla de bronce en el Campeonato Mundial de Remo de 2012 y cuatro medallas de oro en el Campeonato Europeo de Remo entre los años 2018 y 2024.

## Palmarés internacional
| Campeonato Mundial | Campeonato Mundial    | Campeonato Mundial | Campeonato Mundial      |
| Año                | Lugar                 | Medalla            | Prueba                  |
| ------------------ | --------------------- | ------------------ | ----------------------- |
| 2012               | Plovdiv (Bulgaria)    | Medalla de bronce  | Scull individual ligero |
| Campeonato Europeo |                       |                    |                         |
| Año                | Lugar                 | Medalla            | Prueba                  |
| 2018               | Glasgow (Reino Unido) | Medalla de oro     | Scull individual ligero |
| 2019               | Lucerna (Suiza)       | Medalla de oro     | Doble scull ligero      |
| 2021               | Varese (Italia)       | Medalla de oro     | Scull individual ligero |
| 2024               | Szeged (Hungría)      | Medalla de oro     | Scull individual ligero |